# Ośmiozgłoskowiec
Ośmiozgłoskowiec – popularny w polskiej poezji krótki format wiersza sylabicznego: 8-zgłoskowy wers bez średniówki, z akcentem wyrazowym w klauzuli. Podzielony średniówką (4+4, 5+3, 3+5) łatwo staje się formatem wiersza sylabotonicznego. Często jest wiązany w strofy. Ośmiozgłoskowiec występuje w liryce i takich gatunkach, jak fraszka, bajka, ballada, rzadziej zaś w epice i w dramacie. Odgrywa istotną rolę w poezji ludowej i w wierszach dla dzieci. 
Pojawiał się już w twórczości średniowiecznej (Satyra na leniwych chłopów). Użył go też Mikołaj Rej (Krótka rozprawa między trzema osobami, Panem, Wójtem a Plebanem). Jan Kochanowski posłużył się ośmiozgłoskowcem w Pieśni świętojańskiej o Sobótce. Adam Mickiewicz wykorzystał go między innymi w balladzie Pani Twardowska. Adam Asnyk zastosował ośmiozgłoskowiec w wierszu Limba:
Wysoko na skały zrębie
Limba iglastą koronę
Nad ciemne zwiesiła głębie,
Gdzie lecą wody spienione.
Ośmiozgłoskowiec sylabotonizuje się w kierunku czterostopowca trocheicznego lub trójstopowca daktylicznego. Format ośmiozgłoskowy występuje w strofie stanisławowskiej.
Ośmiozgłoskowiec był popularny w średniowiecznej poezji czeskiej:
Vítaj, slavný Stvořiteľu,
vítaj, milý Spasiteľu,
vítaj, věrný náš přieteľu,
všie dobroty davateľu!
(Kunhutina modlitba)
Występował on również w liryce łacińskiej, między innymi w strofie ambrozjańskiej. Został wykorzystany w  sekwencji Dies irae przypisywanej Tomaszowi z Celano. Ośmiozgłoskowiec trocheiczny pojawia się również w zbiorze Carmina Burana:
Tam pro papa quam pro rege
bibunt omnes sine lege.
Bibit hera, bibit herus,
bibit miles, bibit clerus,
bibit ille, bibit illa,
bibit servus cum ancilla.
(In taberna quando sumus)
Ośmiozgłoskowcem (trocheicznym czterostopowcem akatalektycznym), wzorowanym na wierszu fińskiej Kalevali, Henry Wadsworth Longfellow napisał Pieśń o Hajawacie.